# 甘泉北站
甘泉北站，位于中华人民共和国陕西省延安市甘泉县美水街道，是包西铁路、甘钟铁路及在建西延高速铁路上的火车站，2011年1月1日启用，西安铁路局管辖。

## 車站周邊
- 甘泉县妇幼保健院
- 中国邮政储蓄银行甘泉县支行
- 甘泉县农工部
- 甘泉县政府
- 甘泉县水务系统工会委员会
- 甘泉县城市管理局
- 甘泉县城建局
- 纪丰国际酒店
- 甘泉县第二小学
- 中国工商银行甘泉支行
- 甘泉县图书馆

## 歷史
- 2011年1月1日通车启用。

## 外部連結
- 中国铁路客户服务中心 （页面存档备份，存于）